# Hovalysia seyrigi
Hovalysia seyrigi är en stekelart som beskrevs av Granger 1949. Hovalysia seyrigi ingår i släktet Hovalysia och familjen bracksteklar. Inga underarter finns listade i Catalogue of Life.